# Mimosybra samarensis
Mimosybra samarensis är en skalbaggsart som beskrevs av Stefan von Breuning 1970. Mimosybra samarensis ingår i släktet Mimosybra och familjen långhorningar.
Artens utbredningsområde är Filippinerna. Inga underarter finns listade i Catalogue of Life.